# Isaac Franklin
Isaac Franklin (condado de Sumner, 26 de mayo de 1789-parroquia de West Feliciana, 27 de abril de 1846) fue un comerciante de esclavos y dueño de plantaciones estadounidense. Nacido en una familia de ricos plantadores en lo que se convertiría en el condado de Sumner (Tennessee), ayudó a sus hermanos a comerciar con esclavos y excedentes agrícolas a lo largo del río Misisipi en su juventud, antes de servir brevemente en la milicia de Tennessee durante la guerra de 1812. Regresó al comercio de esclavos poco después de la guerra, comprando personas esclavizadas en Virginia y Maryland, antes de llevarlos en coffles a la venta en Natchez (Misisipi). Introdujo a John Armfield al comercio de esclavos y con él fundó la sociedad Franklin & Armfield en 1828, que se convertiría en una de las empresas de comercio de esclavos más grandes de los Estados Unidos. Con una base de operaciones en Alexandria (Virginia), la compañía envió cantidades masivas de esclavos por tierra y mar a los mercados de Natchez y Nueva Orleans.
Durante su tiempo en la sociedad, Franklin se dedicó principalmente a la venta de esclavos en el Bajo Misisipi. Innovaciones como el transporte marítimo costero y la fácil concesión de créditos a largo plazo a los propietarios de esclavos le reportaron una gran riqueza, y la sociedad probablemente se convirtió en la mayor empresa de comercio de esclavos durante su apogeo. Muchos comerciantes de esclavos rivales fueron expulsados del mercado o contratados como socios compradores de la empresa, lo que amplió aún más su alcance corporativo. Aunque logró eludir temporalmente las restricciones al comercio de esclavos en Luisiana, comenzó a centrarse principalmente en las ventas en su propiedad de Natchez, trabajando junto a su sobrino James Franklin Purvis. La indignación pública lo obligó a abandonar Natchez en 1833, tras descubrirse que había enterrado los cuerpos de esclavos que habían muerto de cólera en zanjas y barrancos poco profundos. Trasladó sus operaciones al mercado de Forks of the Road, fuera de los límites de la ciudad, donde continuó trabajando hasta su jubilación del tráfico de esclavos en 1835. Amasó una gran fortuna con el tráfico de esclavos y pudo comprar una gran propiedad en la parroquia de West Feliciana, Luisiana, además de su plantación principal, la plantación Fairvue en Tennessee. Se casó con Adelicia Hayes en 1839 y tuvo cuatro hijos con ella. Al fallecer por una enfermedad estomacal en abril de 1846, mantuvo a 646 hombres, mujeres y niños en esclavitud.

## Primeros años de vida y familia

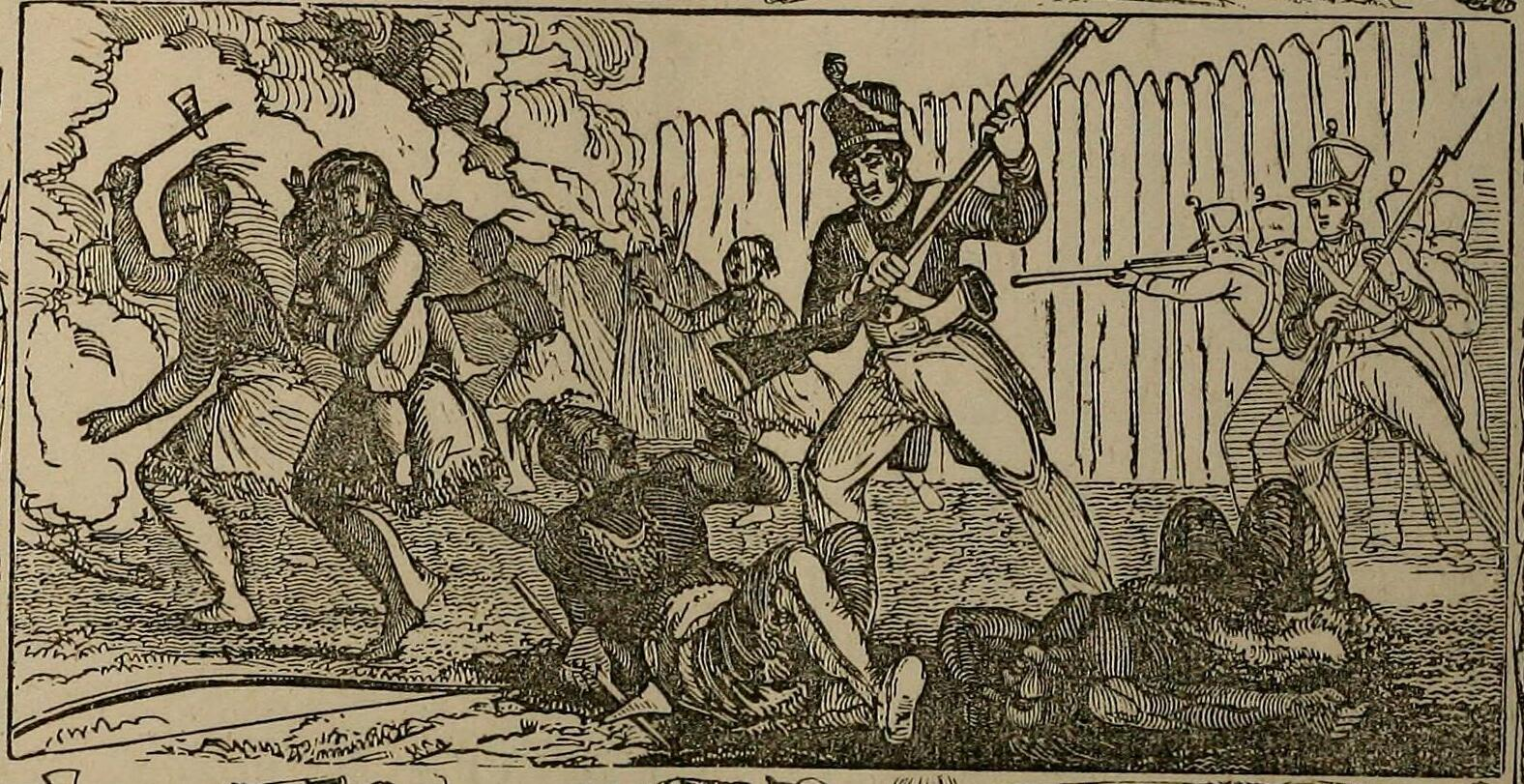
Representación de 1852 de John Coffee y la milicia de Tennessee atacando a los Creek.

Isaac Franklin nació el 26 de mayo de 1789, hijo de los colonos fronterizos James Franklin Sr. y Mary (de soltera Lauderdale) en Station Camp Creek en el condado de Sumner, entonces parte del oeste de Carolina del Norte. James Franklin Sr. probablemente nació en Maryland de un refugiado hugonote. Se estableció en la cuenca del río Cumberland antes de la Revolución de las Trece Colonias y comenzó a trabajar como cazador de larga distancia. Sirvió en la defensa territorial durante la guerra de Lord Dunmore y la guerra de Independencia de los Estados Unidos bajo el mando de James Robertson, y ayudó en la construcción de fuertes fronterizos. Se casó con Mary Lauderdale, la hija de su empleador, cuando ella tenía 13 años. Los dos tendrían nueve hijos. Después de una concesión de tierras por su servicio en la guerra de independencia por parte de la Asamblea de Carolina del Norte, James Franklin amasó cientos de acres de propiedad a lo largo de la costa norte del río Cumberland, junto con una cantidad significativa de esclavos. A fines de la década de 1810, poseía 26 personas esclavizadas. Cumberland fue uno de los primeros centros de la trata regional de esclavos durante la primera década del siglo XIX. Los esclavos solían arrendarse, utilizarse para pagar deudas, comprar propiedades, regalarse como premios de lotería o como regalos para niños. Las propiedades de Franklin, incluyendo sus esclavos, se repartieron entre sus hijos tras su muerte en 1828.
De niño, Isaac Franklin asistió a una escuela rural mientras trabajaba en la granja de su padre, donde recibió lo que un obituario describió como «simples rudimentos de educación». Con el estallido de la guerra de 1812, se unió a un grupo de la milicia de Tennessee en el otoño de 1813, que finalmente se convirtió en parte del 2.º Regimiento de Fusileros Montados Voluntarios bajo el mando del coronel Newton Cannon y el general de brigada John Coffee en la guerra Creek. Franklin fue ascendido al rango de teniente y sirvió en varias batallas contra los Creeks, incluyendo la Batalla de Tallushatchee y bajo el mando de Andrew Jackson en Talladega. Dejó el ejército en 1814 y entró brevemente en una prolongada disputa comercial con Gabriel Tichenor, el cajero del único banco del Territorio de Misisipi. En 1815, se estableció en una parcela de 132 acres a cinco millas al oeste de Gallatin, comprada a su padre.

## Primeros años de carrera

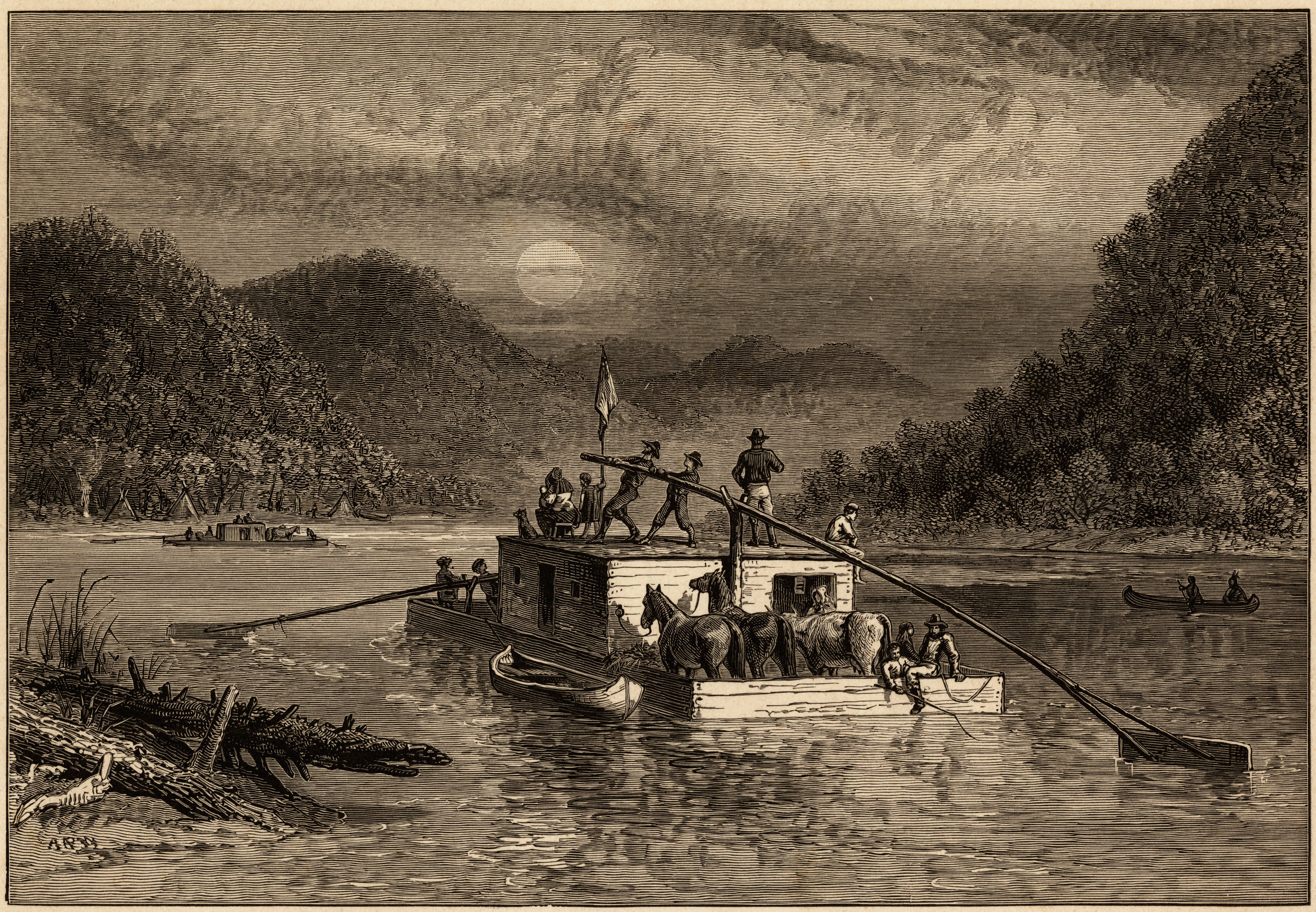
Representación de finales del de una flatboat de Tennessee.

En 1807, Franklin, de dieciocho años, fue contratado por sus hermanos mayores, James y John Franklin, para navegar en flatboat desde Gallatin hasta el mercado de Nueva Orleans a través de los ríos Cumberland, Ohio y Misisipi. Aunque transportaban excedentes agrícolas, principalmente vendían, compraban e intercambiaban esclavos a lo largo del viaje. Los dos hermanos mayores viajaban con frecuencia a Maryland para comprar esclavos, antes de regresar a Tennessee y navegar río abajo para venderlos en el territorio de Misisipi. Después de uno de esos viajes a principios de 1809, James Franklin Jr. había adquirido letras de cambio por valor de varios miles de dólares como pago por esclavos, que debían cobrarse en la firma Brown & Ives en Providence (Rhode Island). John e Isaac fueron enviados al este para adquirir esclavos y cobrar las letras. Los dos partieron en agosto o septiembre de 1809, cruzando el Gran Valle de los Apalaches hacia el suroeste de Virginia, antes de continuar hacia Maryland. John se quedó en Maryland, comprando esclavos en Baltimore o Alexandria, mientras que Isaac viajó en barco a Providence. No pudo cobrar las letras de cambio, ya que Brown & Ives alegaba que los titulares de las cuentas carecían de fondos para pagarlas. De regreso a Maryland, ambos trajeron un pequeño coffle de esclavos durante el viaje de seiscientas millas hasta Tennessee. James e Isaac procedieron a vender los esclavos en Natchez y Nueva Orleans, pero no lograron cobrar las letras de cambio pendientes, por lo que finalmente las vendieron con descuento en Nashville.
La demanda de esclavos en el Viejo Suroeste aumentó drásticamente después de la guerra de 1812, tras la migración de un gran número de colonos blancos en la región, así como un proceso de confiscación de tierras indígenas que culminó con el traslado de los indígenas. Para 1819, Franklin se dedicó por completo al comercio interestatal de esclavos. Sus hermanos mayores se habían retirado en gran medida del comercio de esclavos y se habían establecido en sus plantaciones después de casarse. Isaac Franklin continuó con el comercio de esclavos, en gran parte debido al disfrute personal y al talento para la industria. La primera factura de venta registrada de Franklin data de julio de 1819. Durante la primera parte de su carrera, probablemente compró esclavos en Tennessee, que luego fueron transportados por río a Natchez. Los esclavos generalmente estaban libres en cubierta, pero se encadenaban juntos en parejas cuando el barco atracaba para buscar provisiones.
Para 1821, compraba principalmente en la región del Atlántico Medio, incluyendo Maryland y Virginia en particular. En mayo de 1821, publicó anuncios en el National Intelligencer solicitando la compra de «18 o 20 jóvenes negros, tanto hombres como mujeres» durante su estancia en el Hotel Tennison's de Washington D. C.. Franklin viajaba con frecuencia por extensas zonas de Virginia y Maryland, comprando esclavos en diversos hoteles, tabernas y juzgados. Pagaba para alojar a los esclavos en cárceles locales, lo que en ocasiones provocaba fugas y búsquedas de los esclavos fugitivos. James Franklin Jr. alquiló una propiedad de dos acres en Alexandria, probablemente para servir como base de operaciones y «corral» para el comercio de su hermano a cambio de un pago. En 1819, Franklin fue demandado por un plantador de Misisipi por venderle seis esclavos «cojos, ciegos, tísicos, cancerosos y con otras enfermedades».
Gracias a su acceso al Misisipi y al Natchez Trace, Natchez se convirtió en uno de los centros de comercio de esclavos más importantes de Estados Unidos, junto con la importante ciudad de Nueva Orleans, río abajo. En la primavera de 1821, Franklin y su hermano menor, William, adquirieron una casa a varias manzanas de los límites de la ciudad de Natchez, probablemente adquirida mediante la venta de tres esclavos a los antiguos propietarios. A diferencia de los «corrales improvisados» utilizados por los traficantes itinerantes de esclavos en Natchez, las instalaciones de los hermanos Franklin eran un complejo de gran tamaño capaz de confinar a muchos esclavos a la vez. El negocio fue posiblemente el primer negocio permanente de esclavos en Natchez. Tras varios años de trabajo, William se jubiló, pero el hijo mayor de John, Smith Franklin, comenzó a trabajar con Isaac en su lugar. Continuaron operando en Natchez, adquiriendo propiedades adicionales junto a su negocio. Contrató agentes en Virginia y Maryland para comprar esclavos para sus ventas, y ocasionalmente viajaba a la región para supervisar las compras. Los esclavos fueron transportados por tierra a Natchez en grupos de varias docenas de personas.

## Franklin y Armfield
En 1824, Franklin conoció a John Armfield, un excomerciante que probablemente trabajaba como conductor de diligencias en Virginia. Aunque relatos más antiguos afirman que Armfield fue contratado inmediatamente como asistente comercial en Tennessee, hay poca evidencia que indique una relación comercial formal durante varios años. Sin embargo, Armfield, asesorado por Franklin, entró en la industria del tráfico de esclavos en el condado de Guilford, Carolina del Norte.

### Primeras operaciones
Franklin y Armfield, aunque no habían trabajado juntos previamente, se familiarizaron a través del comercio en Natchez y Alexandria. El 28 de febrero de 1828, se constituyó oficialmente la sociedad Franklin & Armfield, cuyo acuerdo se renovaba cada cinco años, un período más largo que el de muchas sociedades de trata de esclavos. Aunque se han perdido los estatutos originales de la sociedad, es probable que ambos aportaran más de 10 000 dólares a la sociedad. La estructura empresarial acordada situó a Franklin al mando de las ventas en Natchez, mientras que Armfield se estableció de forma casi permanente en Alexandria para realizar las compras. Smith Franklin dejó el empleo de Isaac, aunque se desconoce si esto estuvo relacionado con la formación de la sociedad. Franklin & Armfield construyó una base de operaciones en Alexandria, donde los hermanos mayores de Franklin habían trabajado anteriormente como traficantes de esclavos. La ubicación también se eligió para evitar la competencia directa con el traficante de esclavos rival Austin Woolfolk en Baltimore.

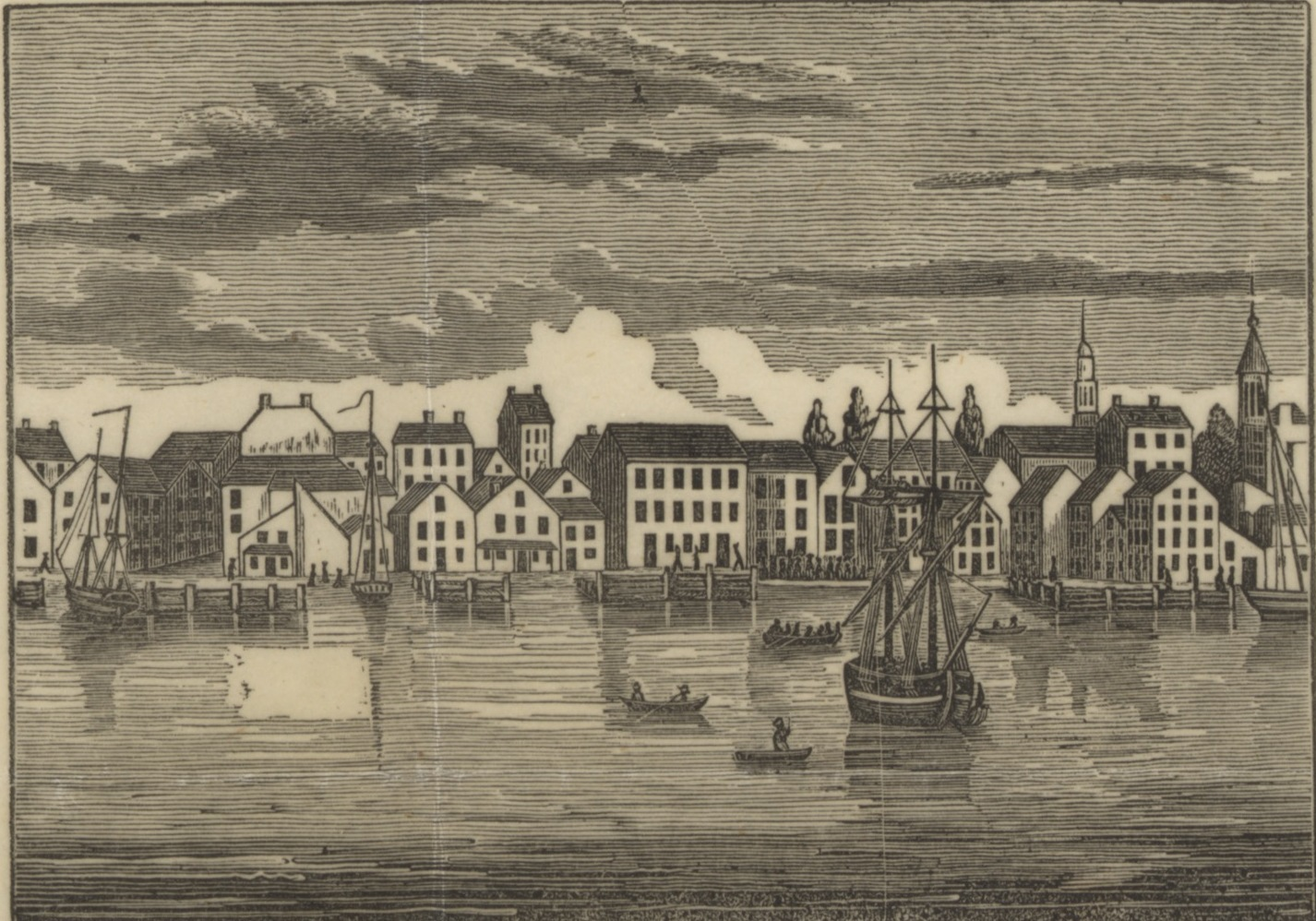
Barco negrero entrando al puerto de Alexandria (Virginia).

Comenzaron a anunciarse para atraer clientes, publicando un anuncio en la Alexandria Gazette en mayo de 1828, antes de otros en la Alexandria Phoenix Gazette y el Washington United States' Telegraph. Dicho material promocional presumía de los altos precios pagados y de los grandes volúmenes de compra de esclavos. En 1828, la empresa alquiló (y posteriormente compró) una amplia sede en la ciudad, anteriormente propiedad del general de brigada Robert Young. La casa adosada, de tres pisos y anexa a una amplia zona de almacenamiento, fue descrita por un inspector de impuestos de Alexandria como «el agujero negro de Franklin». Además de su función como corral, el edificio servía de oficina para la empresa y de residencia privada para Armfield.

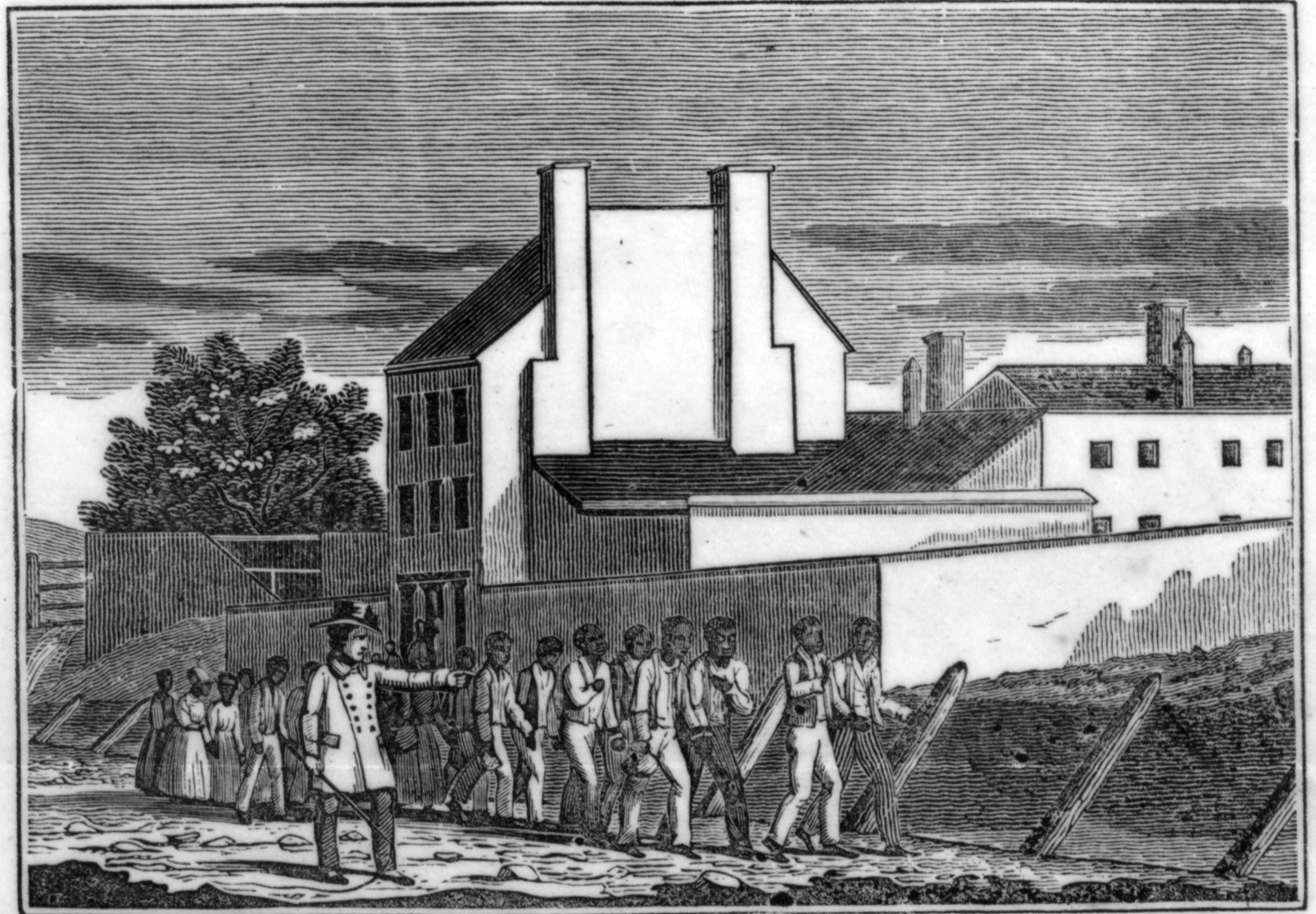
Oficina de Franklin y Armfield en Alexandria, de un panfleto de la Sociedad Antiesclavista Estadounidense de 1836.

Franklin & Armfield alcanzó rápidamente un éxito comercial significativo y comenzó a absorber o desplazar a varios traficantes de esclavos locales. La compañía empleó a un gran número de agentes, pequeños comerciantes, oficinistas y asistentes para facilitar la compra y el transporte de grandes cantidades de esclavos. Franklin contrató a dos de sus sobrinos, James Franklin Purvis y James Rawling Franklin, como agentes de compras para la compañía en el noroeste de Virginia y Maryland. Posteriormente, James Rawling Franklin fue enviado a realizar ventas en el bajo Misisipi. Varios comerciantes prominentes de la región en Virginia y Maryland fueron reclutados como agentes de compras.
Mientras Armfield y varios agentes contratados compraban esclavos en Virginia, Franklin administraba principalmente las finanzas y los envíos de la compañía desde sus bases de operaciones en Natchez y Nueva Orleans. En abril de 1829, tras la prohibición local del comercio de esclavos en Nueva Orleans, alquiló una casa y tres terrenos baldíos en el Faubourg Marigny, justo a las afueras de la ciudad. El edificio le servía de residencia y oficina, y los terrenos baldíos se reservaban como posibles corrales para los esclavos. La Legislatura Estatal de Luisiana comenzó a implementar políticas que regulaban ciertos aspectos del comercio de esclavos, incluyendo la prohibición de la venta de niños pequeños no acompañados. Aunque Franklin cesó en gran medida la compra de niños pequeños, logró eludir la política mintiendo sobre la edad de los niños o afirmando que eran huérfanos. Otros simplemente fueron vendidos en Natchez o regalados a políticos locales para congraciarse, debido a las escasas ganancias que obtenían con la venta de niños.
Desde su oficina de Faubourg Marigny, Franklin vendió grandes cantidades de esclavos, que Armfield y los agentes de la empresa enviaban constantemente a las instalaciones. Otros esclavos se enviaban por barco de vapor a las instalaciones de Natchez. De abril a mayo de 1829, solo en Nueva Orleans, vendió 80 esclavos, y otros 75 en noviembre y diciembre de ese año. Es probable que se realizara un volumen similar de ventas en Natchez. El periódico abolicionista Genius of Universal Emancipation informó sobre la fortuna de la compañía. A finales de 1829, Franklin conoció a Jourdan Saunders, un recién llegado a la trata de esclavos con sede en Warrenton (Virginia). Franklin compró siete esclavos a Saunders, le permitió vivir en su oficina y lo contrató como agente de compras, ampliando el alcance geográfico de la compañía al norte de Virginia y beneficiando enormemente a ambas partes.

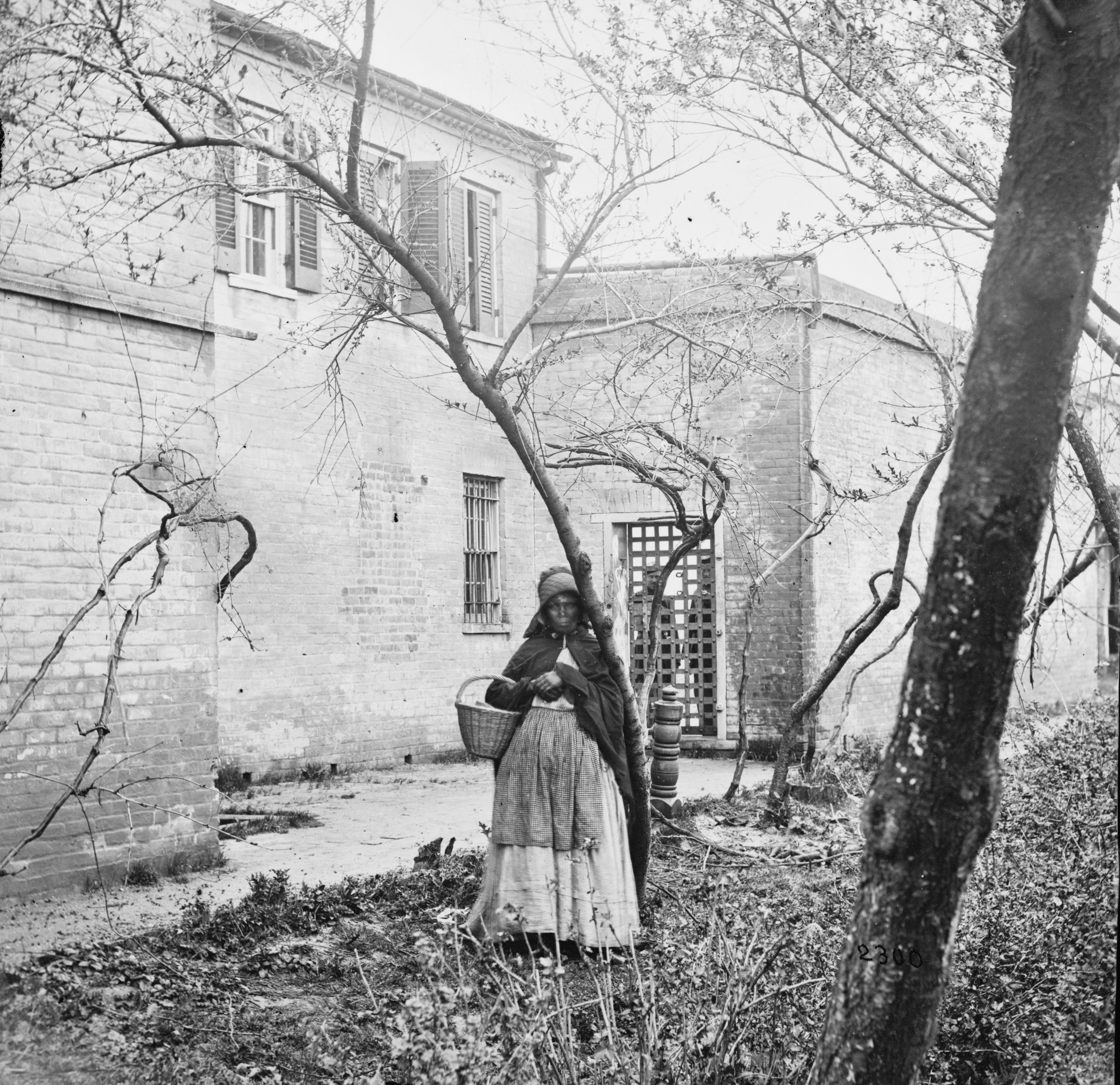
La oficina de Franklin y Armfield, como se veía a finales de la década de 1860.

### Expansión de la empresa
Franklin & Armfield alcanzó su mayor éxito comercial entre 1830 y 1836, aproximadamente. El historiador Frederic Bancroft describió la firma como «quizás sin igual en todo el Sur» durante este período. El éxito de la firma en Alexandria desvió gran parte del comercio de esclavos de Baltimore, y las exportaciones de esclavos en la ciudad se redujeron a más de la mitad durante la década de 1830.
Las estrategias de Franklin en la industria del comercio de esclavos se han descrito como astutas e innovadoras. Su preferencia por el comercio costero en lugar del transporte terrestre se ha descrito como su innovación más crucial. Franklin & Armfield transportaba a los esclavos desde Chesapeake hasta el Bajo Misisipi, reduciendo costos, tiempo de viaje y la posibilidad de escape, además de permitir grandes envíos de más de cien esclavos a la vez. Para compensar el costo del transporte de los esclavos desde Alexandria hasta Virginia en buques comerciales, la compañía fletó directamente varios bergantines de carga, financiados con las tarifas de envío pagadas por otros traficantes de esclavos. Posteriormente, la compañía se dedicó a la contratación directa de barcos negreros, comenzando con el Tribune a principios de 1831.
Otra ventaja de Franklin era su capacidad para gestionar grandes cantidades de crédito, pagarés y papel moneda, emitidos privadamente durante ese período. Los plantadores generalmente compraban esclavos con «papel largo», que vencía a los 90 días. Para transferir ese papel al Norte, Franklin enviaba remesas a Alejandría en forma de diversos instrumentos de deuda adquiridos en Nueva Orleans, generalmente en forma de letras adeudadas por compañías comerciales del norte. Los billetes de los bancos de Luisiana, incluso de las sucursales locales del Segundo Banco de los Estados Unidos, eran descontados en las bolsas de Nueva York. Franklin era muy hábil en la gestión de la circulación de deuda y papel moneda. La expansión económica a principios de la década de 1830 permitió una afluencia significativamente mayor de efectivo al Sur, y los plantadores pudieron acceder a amplias líneas de crédito que utilizaron para comprar grandes cantidades de esclavos. Joshua Rothman describió las operaciones de Franklin como «tanto para adquirir dinero sólido como para vender a personas negras».

#### Franklin, Ballard, & Co.
El 15 de marzo de 1831, después de varios meses de cooperación comercial informal, Franklin & Armfield se asoció con la firma de su colega comerciante de esclavos Rice Ballard, Ballard & Alsop. Aunque mutuamente beneficioso, el acuerdo impuso restricciones significativas a Ballard: Ballard & Alsop se comprometió a comprar y transportar esclavos exclusivamente a Franklin & Armfield, mientras que este último no estaba sujeto a ninguna restricción comercial. Ballard era considerablemente más cercano a la compañía que otros agentes, y aunque todavía legalmente distintas, las empresas se convirtieron en operaciones mutuamente dependientes. En Nueva Orleans, las empresas se unieron mediante una empresa conjunta llamada Franklin, Ballard & Co. El acuerdo amplió aún más el alcance de la compañía en la compra de esclavos a Fredericksburg y Richmond, al tiempo que les permitía acceder a redes bancarias confiables y altamente capitalizadas de Virginia. El acuerdo vinculaba legalmente a Franklin a Nueva Orleans de noviembre a mayo, aunque estos eran generalmente sus arreglos de vivienda ya. Regresó a su plantación en Tennessee durante los veranos. A finales de 1830, había comprado más de 400 acres de tierra en el condado de Sumner, trabajados por sus 77 esclavos.

#### Tráfico sexual
Además de los esclavos de las plantaciones y el servicio doméstico, Franklin & Armfield traficaba con esclavas sexuales, a menudo llamadas fancy maids («doncellas») o fancy girls («chicas de lujo»).  Las mujeres mestizas, especialmente las cuarteronas y octoronas «casi blancas», eran consideradas especialmente deseables para la esclavitud sexual, vendiéndose a precios cuatro o cinco veces superiores a los de las jornaleras. Las esclavas sexuales de piel excepcionalmente clara eran valoradas por los plantadores, y Franklin las consideraba blancas cuando las vendía. Los miembros de la empresa intercambiaban esclavas sexuales para su uso, incluyendo a Isaac Franklin y su sobrino James. James Franklin denunció que Isaac «se comportaba de forma muy masculina» todas las noches, abusando sexualmente de las mujeres que estaban bajo su control.
 
Franklin estuvo «enfocado» en una esclava sexual llamada Lucinda Jackson o «Lucindy» tras comprarla con descuento en 1834, dejándola embarazada poco antes de casarse. Franklin la vendió rápidamente a un amigo en Louisville para evitar el escándalo. Franklin veía con malos ojos las relaciones románticas con esclavas, burlándose de Ballard por liberar a dos mujeres esclavizadas con las que tuvo hijos.

#### Eludiendo las restricciones comerciales

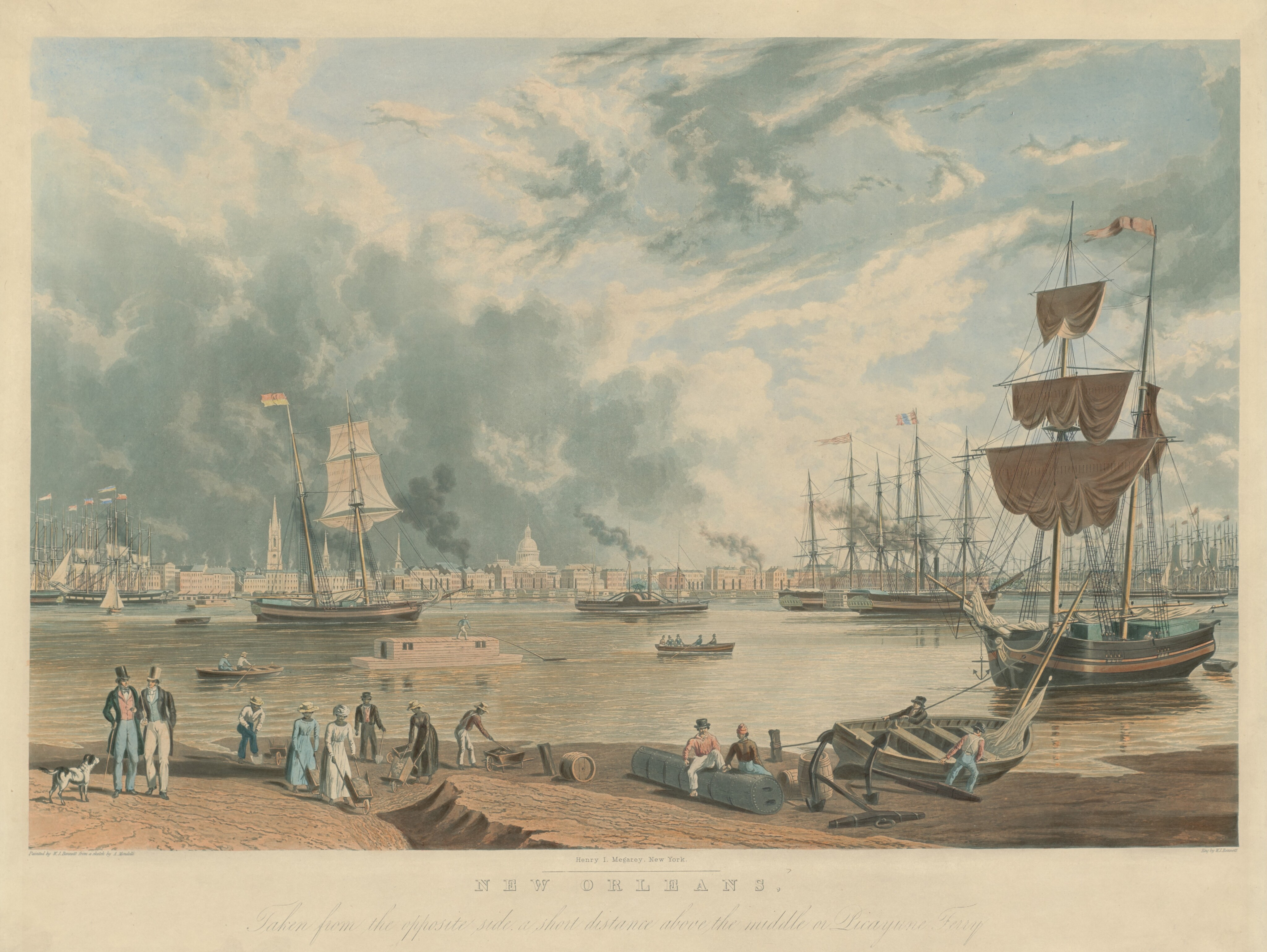
Puerto de Nueva Orleans, 1841.

En agosto de 1831, la rebelión esclava de Nat Turner estalló en el sur de Virginia. Aunque el levantamiento fue rápidamente reprimido, la gran cantidad de blancos asesinados por los rebeldes generó un temor generalizado a una futura rebelión y una oleada de leyes contra la trata de esclavos. Franklin, quien para septiembre de 1831 se preparaba para recibir varios cargamentos grandes con un total de unas 400 personas, estaba cada vez más preocupado por la posibilidad de una prohibición de la trata de esclavos en Luisiana incluso antes de la rebelión.
Luisiana aprobó una prohibición oficial a la importación de esclavos por parte de no residentes el 19 de noviembre de 1831. Isaac y James Franklin vendieron una gran cantidad de esclavos en las semanas previas a la entrada en vigor de la prohibición, vendiendo a 240 personas en el mes transcurrido entre su aprobación y su implementación. La rápida velocidad de las ventas de esclavos de Franklin se vio facilitada por la concesión de generosas líneas de crédito: más del 40 % de las ventas de Franklin a finales de 1831 se realizaron a crédito. Dicho crédito a menudo tenía bases precarias: los compradores solían retener el pago durante meses o años, y en ocasiones respaldaban las compras con pagarés sin endosar financiados exclusivamente con hipotecas sobre los esclavos. Franklin solicitó sin éxito cambiar su domicilio principal a Nueva Orleans para poder seguir comerciando.
Un último cargamento de 182 esclavos a bordo del Tribune se dirigía a Nueva Orleans durante este período. Si bien la legislación permitía un plazo de 12 días para continuar los envíos de esclavos a Luisiana, exigía que los esclavos fueran sacados del estado en un plazo de cinco días para evitar una «afluencia de última hora». Franklin pretendía vender esclavos a compradores a partir de una factura enviada por correo a Nueva Orleans y falsificar recibos para afirmar que dichas ventas se habían realizado en Virginia. Tras retrasos en el envío, los esclavos fueron vendidos río arriba en Natchez. El plan se puso en marcha de nuevo, formalizado en un «consejo de guerra» en Alejandría organizado por Armfield, Ballard y varios agentes locales.
A Franklin se le impidió simplemente vender a los plantadores de Luisiana en Misisipi, ya que la ley también había prohibido las importaciones de esclavos por parte de residentes de los estados vecinos. En cambio, los esclavos se mostraban a los compradores interesados en Nueva Orleans, antes de ser enviados río arriba a las instalaciones de Natchez. Allí, la compañía falsificó documentos para dar a entender que los esclavos fueron comprados en Memphis, Tennessee, eludiendo cualquier restricción en Luisiana. En diciembre de 1831, Franklin fue demandado por Auguste Rieffel, el dueño de un establo de Nueva Orleans, después de que no le proporcionara a Rieffel una parte de las ventas prometida a cambio de dirigir a los compradores interesados hacia él. Citado al tribunal parroquial, Franklin negó rotundamente las acusaciones, y su continuo comercio fraudulento permaneció sin descubrir. La Legislatura Estatal de Luisiana aumentó las restricciones en abril de 1832 para prohibir las importaciones de esclavos de Kentucky, Tennessee y Misuri, cerrando el vacío legal. La compañía abandonó nuevos esfuerzos de comercio fraudulento en Luisiana, cambiando sus principales operaciones de ventas en el sur profundo a Natchez. Aunque la especulación sobre una industria algodonera en expansión atrajo a muchos compradores a Natchez, estos no pudieron pagar ni siquiera sus intereses en efectivo, y a menudo realizaban compras en forma de títulos de propiedad de los comerciantes de la ciudad.

### Dificultades financieras y jubilación

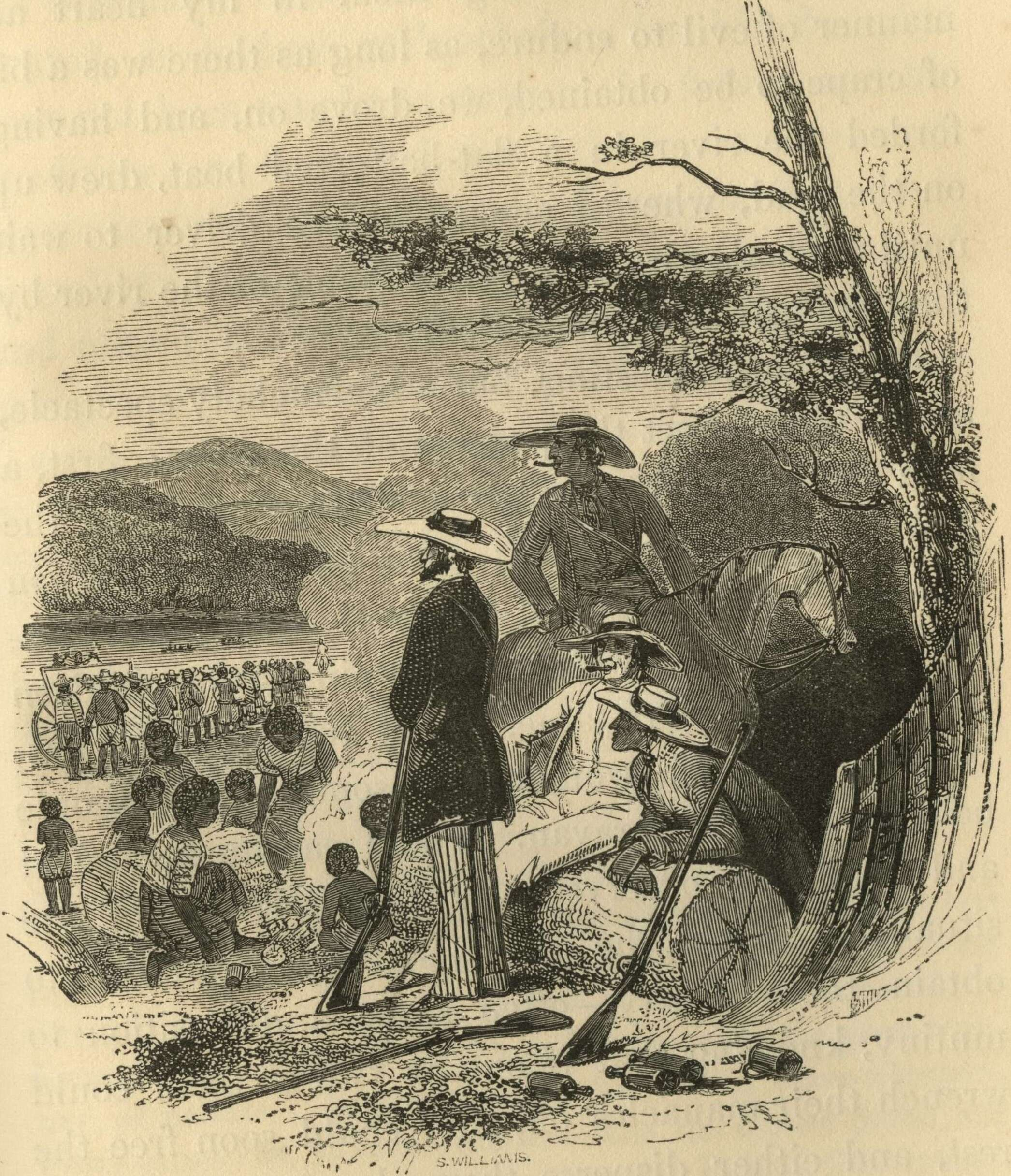
John Armfield y agentes supervisando un lío de esclavos, vistos por George Featherstonhaugh, 1834.

A principios de 1832, la compañía vivió un período particularmente difícil, y Franklin le indicó a Ballard que solicitara préstamos a bancos del norte para mantener el flujo de caja hasta que los compradores de Nueva Orleans pudieran pagar sus deudas. La empresa detuvo brevemente los envíos de esclavos debido a restricciones legislativas y a la congelación del río Potomac. Franklin consideró la jubilación y transfirió muchas responsabilidades comerciales (incluido el poder notarial) a James Franklin. También comenzó a dedicar un esfuerzo considerable a mejorar sus propiedades en Tennessee. El septiembre anterior, había comprado más de 900 acres de tierra en el condado de Sumner, donde construyó una plantación considerable llamada Fairvue. Armfield y Ballard intentaron comprar un mayor número de esclavos para pagar sus deudas, pero Franklin informó que las ventas en Natchez eran muy bajas. Para junio de 1832, logró vender casi todos los esclavos, pero los precios de venta habían bajado considerablemente, y solo pudo enviar al norte una fracción de lo que había gastado en la compra de esclavos. Solo los generosos préstamos otorgados a los plantadores por los bancos regionales evitaron una mayor caída en las ventas. Para mantener los ingresos, Franklin ordenó a Armfield & Ballard que cambiara de rumbo y vendiera esclavos en Chesapeake, y puso bergantines de la compañía en rutas de carga transatlánticas. Las disputas políticas sobre la renovación de la constitución del Segundo Banco de los Estados Unidos desestabilizaron aún más los mercados, y Franklin no pudo cobrar sus letras hasta el otoño.

#### Brote de cólera
Las condiciones de la compañía continuaron deteriorándose. La nueva Constitución de Misisipi incluía una cláusula que prohibía el tráfico interestatal de esclavos, amenazando con desalojar a Franklin de Natchez si se aplicaba. Además, una gran pandemia de cólera cruzó el Atlántico en 1832. Los esclavos objeto de tráfico, generalmente con mala salud y hacinados, corrían un riesgo especial de contraer la enfermedad. Un grupo de Virginia, llevado a Fairvue por James Franklin en octubre de 1832, se contagió de la enfermedad: dos o tres personas murieron de cólera camino a Tennessee, y tres más al llegar a Fairvue. Franklin alcanzó al grupo al sur de Nashville, momento en el que muchos otros esclavos habían muerto. Franklin mantuvo al grupo acampando a las afueras de Natchez durante varias semanas para evitar la propagación de la enfermedad a la ciudad, llegando finalmente a finales de noviembre.
En el campamento de Franklin en Natchez, a los supervivientes se les unieron más de cien esclavos enviados al sur por Armfield. Una gran cantidad de esclavos murió a causa de la enfermedad, lo que llevó a Franklin a arrojar los cadáveres a arroyos y cárcavas cercanos y enterrarlos parcialmente. Escribió con humor a Ballard que «la forma en que enviamos a los negros muertos por la noche y mantenemos la oscuridad es un pecado para Crocket». Franklin también expresó su irritación por el gran y costoso envío de Armfield, describiendo a los supervivientes como «niños y niñas delgados y delgados» que «no se pueden vender con fines de lucro». La lluvia de abril de 1833 reveló el cuerpo en descomposición de una adolescente. Una investigación forense desenterró dos cuerpos más enterrados en las cercanías, incluyendo un bebé de ocho meses enterrado cabeza abajo, «oculto a la vista por unas palas llenas de tierra». Otros muertos desenterrados llevaban ropa estandarizada utilizada por Franklin & Armfield, lo que implica directamente a Franklin. Franklin culpó de los entierros a su supervisor contratado, Samuel Johnson, quien había muerto de cólera la semana anterior.
Esto provocó conmoción, indignación y condena generalizadas entre la población blanca de Natchez. En dos días, circuló una petición exigiendo la expulsión de los traficantes de esclavos, firmada incluso por comerciantes rivales de Franklin. La presión pública condujo a una reunión de emergencia del ayuntamiento que prohibió la práctica. Franklin vendió su propiedad en la ciudad y trasladó sus operaciones una milla al este, a lo que se convertiría en el mercado de esclavos Forks of the Road. Este pronto se convirtió en un conjunto de edificios que albergaban diversas operaciones de traficantes de esclavos, conocido despectivamente como Nigger-ville.

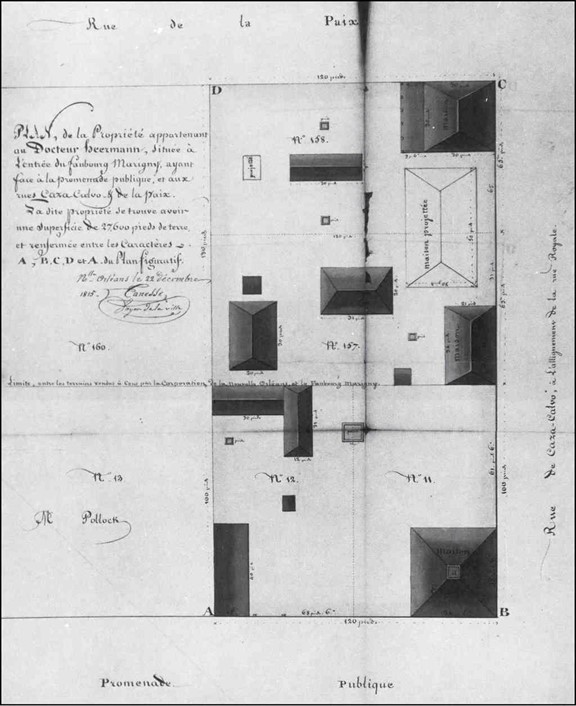
Diagrama de 1815 de lo que se convertiría en el segundo complejo de Isaac Franklin en Faubourg Marigny.

#### Recuperación
Franklin pudo reanudar las ventas al terminar la pandemia, y le escribió a Ballard que las ventas habían sido «a precios razonables» y que «no renunciaría al barco». Para enero de 1833, Franklin había obtenido acceso al recién fundado Union Bank of Louisiana, un banco fuertemente capitalizado que le permitió convertir gran parte de su deuda en efectivo utilizable. La estabilización de las ventas y la nueva afluencia de dinero a la empresa pospusieron sus planes de terminar la sociedad con Armfield y Ballard. Luisiana también había flexibilizado las restricciones comerciales previas, lo que permitía la posibilidad de reabrir las operaciones en Nueva Orleans. Armfield reanudó los envíos regulares a Franklin, con más de trescientos esclavos enviados a Natchez a bordo del Lafayette y el Tribune a principios de 1833. Franklin & Armfield contrató a tres agentes de compras adicionales en Maryland y Virginia.
A finales de la primavera de 1833 se produjo un resurgimiento del cólera. El negocio solía ralentizarse durante la temporada, pero se hizo imposible vender a los esclavos durante la epidemia. Franklin escribió a Ballard que esperaba que «no se hayan muerto todos los tontos y que algún tuerto nos compre».  Franklin regresó a Fairvue sin vender los esclavos que le quedaban en Natchez. La mejora de las condiciones económicas a finales de año le permitió a Franklin aumentar los precios de los esclavos entre un 40 % y un 50 % en octubre. Franklin comenzó a prepararse para retirarse del negocio, promoviendo a sus sobrinos James Franklin y James Purvis a socios de la compañía. Advirtió a Ballard contra una mayor expansión de la sociedad, debido a las preocupaciones económicas relacionadas con la bajada de los precios internacionales del algodón y la creciente competencia en el bajo Misisipi. La legislatura de Luisiana derogó la prohibición de la importación de esclavos a finales de 1833, lo que llevó a Franklin a alquilar una nueva propiedad en Nueva Orleans, a dos manzanas de su antigua propiedad en Faubourg Marigny. Aunque la compañía pudo seguir vendiendo esclavos a precios elevados, muchos murieron de cólera, lo que neutralizó cualquier ganancia. Franklin, sin otro socio en Forks of the Road, gestionaba las importaciones y entregaba a los esclavos a Natchez. Su negocio se deprimió cada vez más.
 
La compañía era prácticamente incapaz de encontrar compradores en Nueva Orleans, y los precios de los esclavos habían bajado considerablemente. Franklin creía que las nevadas y las lluvias heladas creaban la posibilidad de una mala cosecha de caña de azúcar, lo que resultaba en un exceso de oferta de esclavos debido a las ventas masivas de los plantadores que buscaban recuperar sus pérdidas. Ordenó a Ballard que redujera el volumen de compras y reorientó la compañía hacia el cobro de facturas pendientes, con la intención de vender esclavos a crédito a largo plazo cuando los mercados mejoraran. Logró vender poco más de cien esclavos en Nueva Orleans entre enero y mayo de 1834, un tercio de lo vendido tres años antes. Otros esclavos fueron vendidos a la Junta de Obras Públicas de Luisiana y a varios plantadores de algodón en el norte del estado, principalmente a crédito a precios bajos. Ballard no vacunó contra la viruela a muchos de los esclavos, lo que provocó brotes en Luisiana. La muerte resultante de muchos esclavos irritó mucho a Franklin, debido a las pérdidas financieras y la publicidad negativa para la compañía.

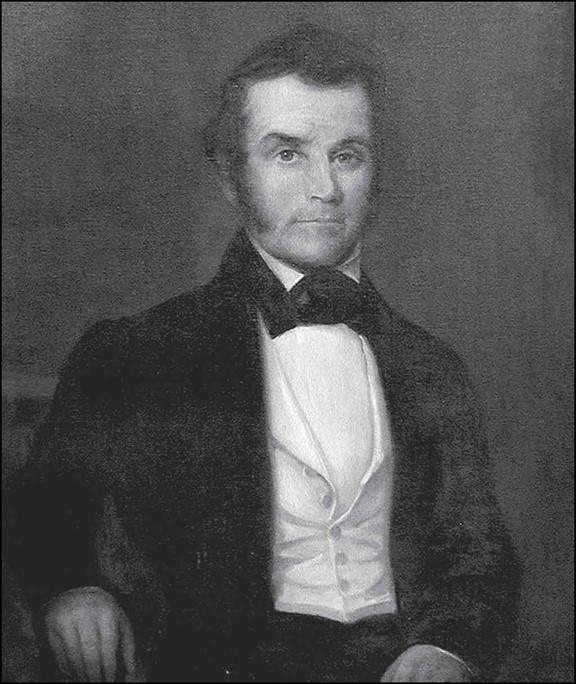
Retrato de Franklin por Washington Bogart Cooper, mediados de la década de 1830.

La situación económica en el sur empeoró, pero se recuperó a finales de la primavera tras el levantamiento de las restricciones crediticias. Franklin pudo cobrar sus deudas, reanudar las ventas al contado en Nueva Orleans y continuar con los envíos de esclavos adquiridos desde Chesapeake. Sin embargo, la repentina muerte de James Franklin ese año dejó en la incertidumbre la futura sucesión de la empresa. Aunque las ventas en Nueva Orleans (anteriormente gestionadas por James Franklin) cesaron en gran medida, las compras y los envíos a gran escala de esclavos a Natchez continuaron. Joseph Holt Ingraham, al describir a Franklin a mediados de la década de 1830, lo llamó «el gran comerciante de esclavos del sur» y lo elogió por su «caballeresco trato».

#### Jubilación del comercio
La compañía comenzó a reducir algunas operaciones, discontinuando muchas de sus sociedades. En abril de 1835, Franklin transfirió el poder notarial sobre sus operaciones restantes en Nueva Orleans a la firma mercantil N & J Dick and Company. El acuerdo con Franklin, Ballard, & Co. fue modificado y renovado en julio, otorgándole a Franklin una participación completa en las ganancias bajo su jubilación oficial, sin que se le asignaran deberes de ningún tipo, excepto los que decidiera desempeñar voluntariamente. Se encargó un tercer barco negrero, bautizado como Isaac Franklin en su honor. Construido específicamente para transportar esclavos, era más largo y estrecho que los barcos anteriores. Destacaba como «busto de hombre» una talla de la cabeza y el torso de Franklin adherida a la proa del barco. Aunque Franklin ofreció asesoramiento y continuó participando ocasionalmente en el comercio de esclavos, se retiró principalmente de la firma para dedicarse a administrar sus propiedades en Luisiana y Tennessee.
Las operaciones de transporte marítimo de la empresa continuaron, transportando a más de 1500 personas esclavizadas a bordo de tres bergantines. En noviembre de 1836, el Isaac Franklin realizó el último y mayor envío de la compañía, con 254 personas esclavizadas enviadas de Alejandría a Nueva Orleans, incluyendo una que falleció a bordo. La compañía vendió el Isaac Franklin y sus oficinas en Alexandria al agente George Kephart, mientras alquilaba las instalaciones de Forks of the Road a otros traficantes de esclavos. El Pánico de 1837 comenzó poco después, destruyendo los mercados crediticios, y la compañía prácticamente cesó el comercio de esclavos.
Franklin continuó reclamando deudas a los propietarios de esclavos durante varios años por diversos medios. Sus deudores ocasionalmente pagaban intereses en especie con fardos de algodón, aunque la recesión desestabilizó los precios del algodón y las empresas comerciales con frecuencia no podían pagar con papel moneda confiable. Algunos propietarios hipotecaron esclavos o tierras como garantía de sus préstamos. Entre 1837 y 1838, Franklin, Armfield y Ballard presentaron casi una docena de demandas contra diversos deudores (incluyendo clientes, endosantes y comerciantes) tan solo en el condado de Adams. Las sentencias solían ser favorables a la sociedad, lo que condujo a ejecuciones hipotecarias y subastas de tierras y esclavos. Estos a menudo eran adquiridos por los propios socios y vendidos con una ganancia adicional. La sociedad se disolvió oficialmente el 10 de noviembre de 1841, aunque los tres continuaron asesorando a antiguos socios en el negocio.

### Caso Henderson
Madison Henderson, un esclavo fugitivo condenado por asesinato durante un intento de robo a un banco, ofreció un relato escabroso de las operaciones de Franklin mientras estaba en el corredor de la muerte en 1841 y fue entrevistado por la prensa local. Henderson afirmó haber sido sirviente personal de Franklin y haber recibido formación como ladrón, encargado de manipular a los esclavos para que cayeran bajo su control mediante diversas formas de fraude y engaño. Una de las historias contadas involucraba a Franklin, tras ganarse la simpatía del senador Henry Clay en una cena en la Casa Blanca, quien le vendió a Henderson, quien luego huyó y se reunió con Franklin la semana siguiente. Aunque muchos detalles de la historia probablemente fueron exagerados o inventados, tuvo una amplia difusión en la prensa popular. El Mississippi Free Trader publicó una columna defendiendo a Franklin y denunciando la historia, con comentarios de Clay y Andrew Jackson que refutaban las afirmaciones de Henderson y reafirmaban la reputación de Franklin.

## Plantación

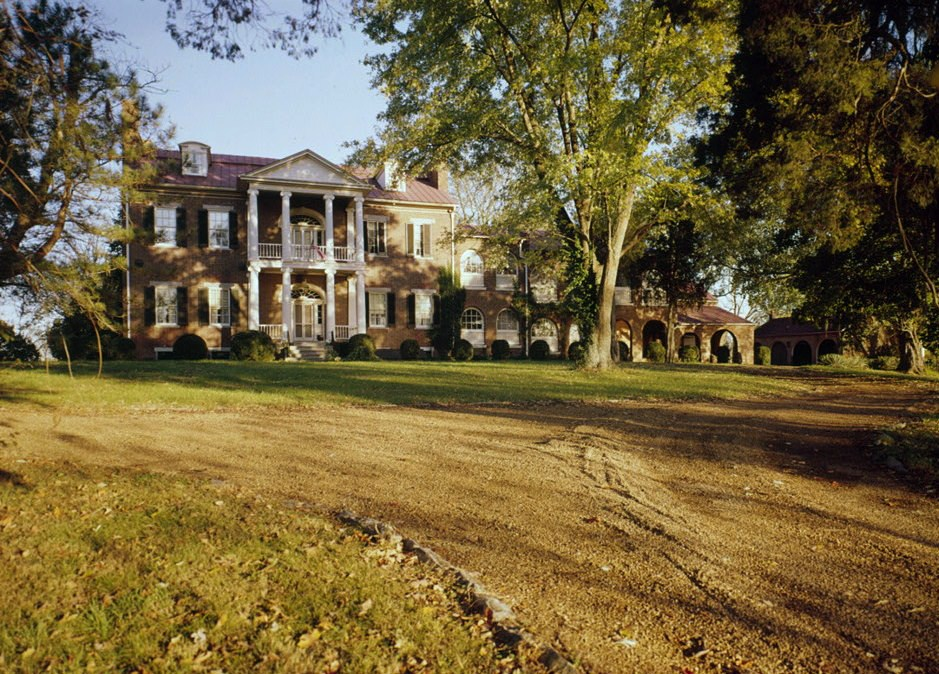
La plantación Fairvue de Franklin, vista en 1971.

La plantación Fairvue de Franklin fue su residencia principal. En la propiedad se construyó un complejo de entre 15 y 20 casas de esclavos de ladrillo, con una configuración similar a la de un pueblo. Las residencias se construyeron junto a graneros, establos, un manantial, una cochera, un molino de grano, una desmotadora de algodón, una letrina, unnevero artificial, una cocina anexa y talleres para un herrero y un carpintero residentes. El edificio central era una mansión de dos plantas, lujosamente amueblada, construida con la arquitectura típica de las plantaciones regionales. Para 1840, 117 personas esclavizadas se encontraban en la propiedad. La población esclava creció constantemente, lo que impulsó a Franklin a construir más viviendas para esclavos.
En mayo de 1835, Franklin compró la mitad de la participación en un 7767 acres (3143 ha) propiedad (junto con 205 personas esclavizadas) en la parroquia de West Feliciana, Luisiana, dividida entre las tres plantaciones de Bellevue, Killarney y Lochlomond. El copropietario, Francis Routh, había acumulado grandes deudas al expandir su propiedad en la parroquia. A cambio de un gran pago en efectivo, Franklin recibió una parte igualitaria de las ganancias de las plantaciones sin necesidad de administrar ni gestionar las propiedades. Franklin criticó duramente la gestión y las finanzas de Routh, describiéndolo como incompetente. Routh no pagó los impuestos sobre la tierra durante varios años, con deudas agravadas por un gran número de hipotecas y sentencias judiciales en su contra. El sheriff de la parroquia de West Feliciana comenzó a confiscar partes de su cosecha de algodón, y finalmente confiscó toda su propiedad en enero de 1838. Franklin compró toda la propiedad de Routh en una subasta. Routh y su familia se negaron a abandonar la plantación, incluso después de aceptar ofertas de esclavos, dinero y animales de granja a cambio, lo que llevó a Franklin a desalojarlos a fines de 1838.
Tras consolidar la propiedad, Franklin adquirió un gran número de esclavos, duplicando la cantidad que poseía mientras era copropietario con Routh. La población total de esclavos en sus propiedades se acercaba a los 500. Fundó tres plantaciones adicionales en una amplia franja de tierra no desarrollada, llamándolas Panola (palabra choctaw para algodón), Loango y Angola. Aunque las plantaciones de Loango y Angola recibieron nombres de regiones de África, es improbable que alguno de sus esclavos provenga de estas regiones.
Franklin desarrolló de forma constante sus seis plantaciones de West Feliciana. Mientras más de cien esclavos trabajaban para limpiar el denso bosque pantanoso de su plantación de Angola, instaló un aserradero a vapor para vender madera aserrada. Una persistente comunidad de ocupantes blancos en Angola finalmente fue sobornada para que se marchara. Construyó amplias viviendas, cisternas y almacenes en sus plantaciones, junto a un dique en un bayou cercano. Además de los productos agrícolas primarios de algodón y maíz, criaba vacas, cerdos y ovejas en las plantaciones. También vendía musgo español recolectado de los árboles. Las enfermedades y la mala salud eran endémicas entre los esclavos de las plantaciones, lo que llevó a Franklin a construir un hospital e incurrir en grandes facturas médicas. Las fugas eran algo común. Aunque reportaba un gran orgullo por su propiedad, Franklin expresó con frecuencia su deseo de vender su plantación de Luisiana para permanecer en Fairvue, un deseo que aumentó por el deterioro de su salud. Intentó sin éxito vender las propiedades a Armfield después de una reunión en 1844. En el momento de su muerte en 1846, poseía 636 personas esclavizadas.

## Vida personal y muerte

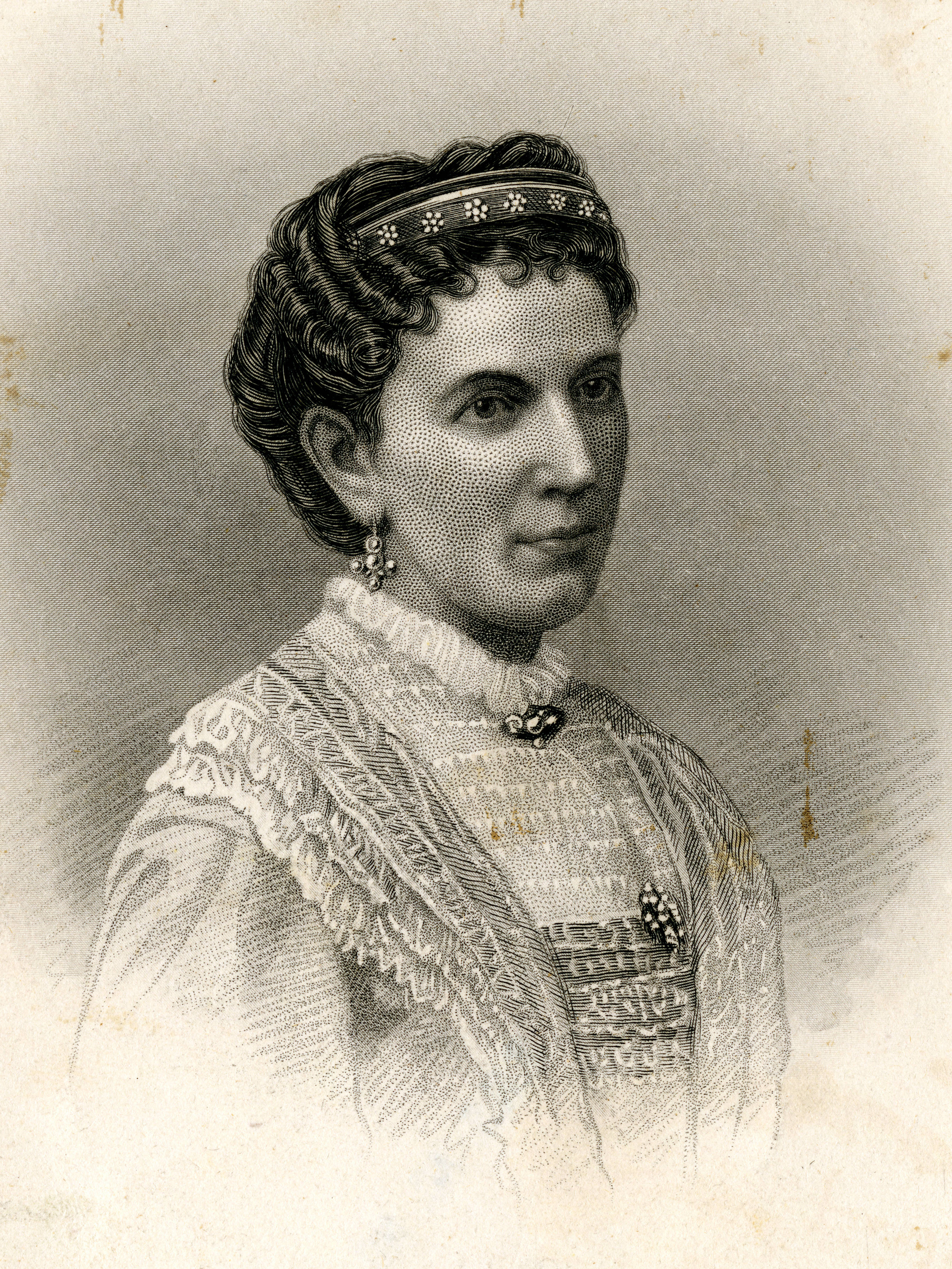
Adelicia Acklen, viuda de Franklin, c. 1867.

Franklin inició una relación con Adelicia Hayes, casi treinta años menor que él, hija de un acaudalado plantador y pastor de Tennessee. El 2 de julio de 1839, Franklin se casó con Hayes en la plantación Rokeby de su familia. Su primera hija, Victoria, nació en 1840, seguida de Adelicia en 1842. Un hijo, Julius Caesar, nació en enero de 1844, pero murió menos de un día después de nacer. Su hija menor, Emma, nació al año siguiente.

### Muerte y patrimonio
Diversos problemas de salud, especialmente problemas estomacales, afectaron a Franklin en los últimos años de su vida. A finales de abril de 1846, enfermó gravemente y llamó a Armfield y a un médico de cabecera a la propiedad, falleciendo poco antes de su llegada. Fue declarado muerto por «congestión estomacal» en su plantación de Bellevue el 27 de abril. Armfield compró un ataúd y conservó a Franklin en tres barriles de whisky. Acompañado por Adelicia y sus hijas, su cuerpo fue transportado en barco de vapor y carreta a Fairvue, donde fue enterrado por una tripulación de esclavos. En su testamento, ordenó la construcción de un mausoleo para él y su familia en Fairvue. Adelicia heredó Fairvue, bajo la condición de que nunca volviera a casarse; si lo hacía, la propiedad volvería al patrimonio de Isaac Franklin y ella recibiría una herencia en efectivo. También reservó una parte de sus bienes para la compra de 190 esclavos para sus propiedades en West Feliciana, que se alojaron mediante la construcción de tres «grupos de casas» adicionales. Armfield dedicó varios años a la administración de los bienes de Franklin, incluyendo parte de la administración de sus plantaciones.

## Legado
Aunque poco antes de morir consideró eliminar cualquier herencia filantrópica de su testamento, un tercio de su riqueza se destinó a la creación de una academia en los terrenos de Fairvue, así como a la educación de niños pobres del condado de Sumner. Si bien la Asamblea General de Tennessee incorporó el «Instituto Isaac Franklin», este nunca se construyó, y ninguna parte de su patrimonio se destinó finalmente a la educación pública. La filantropía que Franklin pretendía generar fue elogiada por varios periódicos de todo el país. El editor del New-York Tribune, Horace Greeley, publicó un elogio favorable a Franklin, del que posteriormente se retractó al descubrir su pasado como traficante de esclavos. Diversos periódicos conmemoraron a Franklin, describiendo su carrera y su pasado con gran eufemismo. Un elogio en el Daily Delta se limitó a describir su «peculiar vocación» como la fuente de su riqueza. Los elogios a Franklin fueron suntuosos y elaborados, describiéndolo como un «cristiano digno» y a la altura de los «héroes de la Antigua Grecia y Roma».

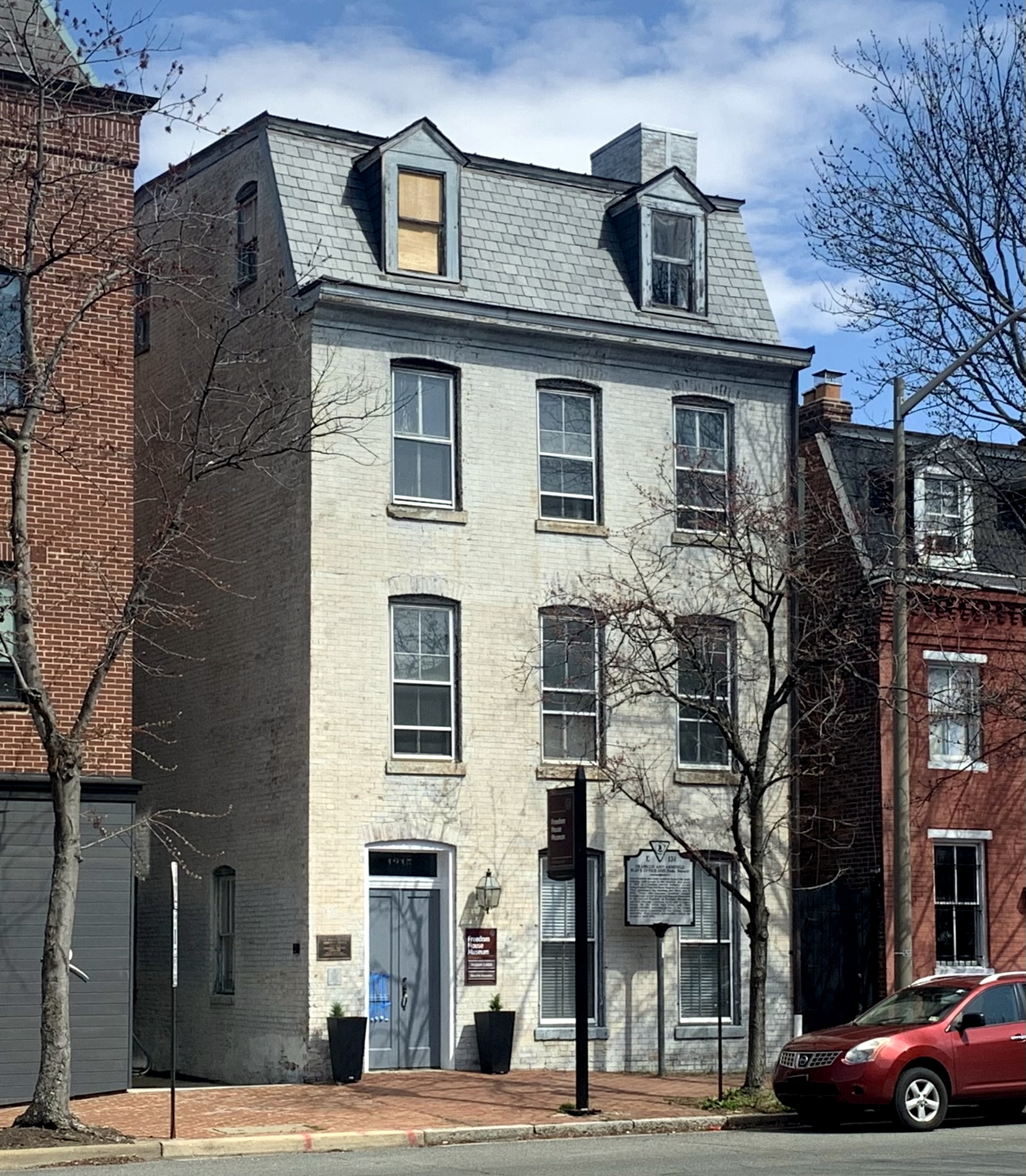
Antigua oficina de Franklin y Armfield, ahora Museo Freedom House, 2022.